# غادة نبيل
غادة نبيل هي شاعرة وروائية مصرية من جيل الثمانينات. وعضو في حركة شعراء قصيدة النثر غضب.

## إصداراتها الشعرية
المتربصة بنفسها في عام 1999،  كأنني أريد في عام 2005، أصلح لحياة أخرى في عام 2008، وردة الرمال في عام 2001، هواء المنسيين في عام 2014، وتطريز بن لادن في عام 2010.

## روابط خارجية
- منابع الحقيقة الشعرية قراءة في ديوان 'تطريز بن لادن' لغادة نبيل
- ديوان تطريز بن لادن